# منوچهر بیگلری
منوچهر بیگلری (زادهٔ ۱۳۱۹ در تهران) موسیقیدان و نوازنده ترومپت اهل ایران است.

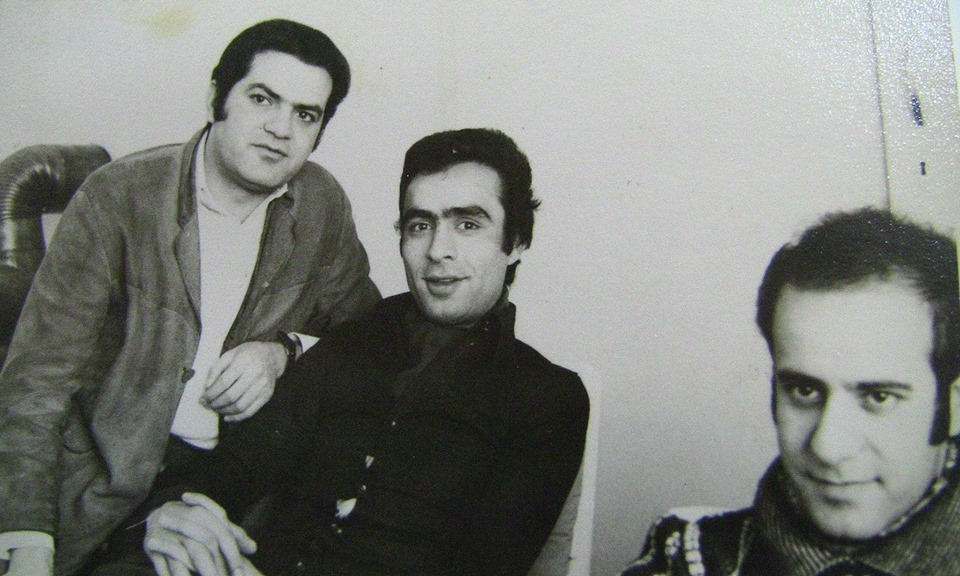
از چپ به راست: منوچهر بیگلری، محسن افتاده و محمد بیگلری پور

## زندگی هنری
منوچهر بیگلری در سال ۱۳۱۹ در خانواده‌ای اهل هنر و دوستدار موسیقی در تهران متولد گردید. پدر وی حسین بیگلری‌پور، از سولیست‌های رادیو ایران و یکی از مسئولین مدرسه عالی موسیقی بود. منوچهر بیگلری از پنج سالگی نواختن ویلن را نزد پدر آغاز نمود و تا ده سالگی مشق ویلن را در خانه ادامه داد. از ده سالگی به هنرستان عالی موسیقی رفت و نواختن ویلن را نزد اساتیدی مثل «علی‌محمد خادم میثاق» و «لوئیجی» تعلیم گرفت. پس از دو سال، چون به سازهای بادی مخصوصاً ترومپت علاقه داشت، نزد هنرمندانی نظیر «ساکوف» نواختن این ساز را فرا گرفت و از هنرستان موسیقی فارغ‌التحصیل گردید.
وی در سال ۱۳۴۰ همکاری خود را با ارکستر سمفونیک تهران به رهبری «حشمت سنجری» آغاز کرد و ۱۸ سال در این ارکستر به نوازندگی پرداخت.
برادر او «محمد بیگلری پور» آهنگساز، رهبر ارکستر و سازنده اولین سرود ملی جمهوری اسلامی ایران بود.
در سال ۱۳۹۲ مدرک درجه یک هنری به او اعطاء شد. در مراسم پایانی بیست و هفتمین جشنواره بین‌المللی موسیقی فجر، در تاریخ ۳۰ بهمن ۱۳۹۰ از «منوچهر بیگلری» تقدیر به عمل آمد.

در دومین آیین «سال نوای موسیقی ایران» که در روز پنج شنبه هفتم بهمن ۱۳۹۵ در فرهنگسرای نیاوران تهران برگزار شد، از مقام هنری «منوچهر بیگلری» تجلیل شد. در این مراسم تندیس و لوح تقدیر «سال نوا» به وی اهدا شد.

## فعالیتهای هنری
از جمله فعالیت‌های هنری منوچهر بیگلری به موارد زیر می‌توان اشاره نمود:
- عضویت در ارکستر سمفونیک تهران
- عضویت در ارکستر مجلسی رادیو تلویزیون
- عضویت در ارکستر سمفونیک صدا و سیما

## آثار
- تنظیم چند قطعه موسیقی برای ارکستر بزرگ
- افسون (۱۳۵۵)
- پرواز (۱۳۷۳)
- دیار ۱ (۱۳۸۹)
- دیار ۲ (۱۳۸۹)
- دیار ۳ (۱۳۸۹)[۵]

## آلبوم موسیقی
از جمله آلبوم‌های موسیقی که «منوچهر بیگلری» در آن حضور داشته‌است می‌توان به موارد زیر اشاره نمود:
- آهنگسازی، تنظیم و نوازندگی در آلبوم موسیقی «به خاطر تو»
- نوازندگی در آلبوم موسیقی «خواب ناز» با تنظیم «سورن»
- نوازندگی در آلبوم موسیقی «آرام‌تر از دریا» به آهنگسازی «مجید انتظامی»
- نوازندگی در آلبوم موسیقی «گلچین» به خوانندگی «محمد اصفهانی»
- نوازندگی در آلبوم موسیقی «از کرخه تا راین» به آهنگسازی «مجید انتظامی»[۶]
- نوازندگی در آلبوم موسیقی «جاودانه با عشق» به آهنگسازی «محمد سریر» و خوانندگی «محمد نوری»[۷]
- نوازندگی در آلبوم موسیقی «سمفونی حماسه خرمشهر» به آهنگسازی «مجید انتظامی»[۸]
- نوازندگی در آلبوم موسیقی «غزل خوان» به آهنگسازی «اسدالله ملک» و خوانندگی «ایرج»[۹]
- نوازندگی در آلبوم موسیقی «اذان می‌گویند» به آهنگسازی «فریدون خشنود»
- نوازندگی در آلبوم موسیقی «گذشته حال استمراری» به آهنگسازی «کارن همایونفر»
- نوازندگی در آلبوم موسیقی «دوئل» به آهنگسازی «مجید انتظامی»
- نوازندگی در آلبوم موسیقی «دوباره» به آهنگسازی «ایمان جعفری پویان»
- نوازندگی در آلبوم موسیقی «سرانجام» به آهنگسازی «کارن همایونفر»
- نوازندگی در آلبوم موسیقی «رنگین کمون» به آهنگسازی «ساسان جمالیان» و خوانندگی «محمدرضا عیوضی»